# Karl Köster (Politiker)
Karl Köster (* 12. November 1888 in Bremen; † 7. August 1965 in Bremen) war ein Bremer Politiker (SPD), Widerstandskämpfer gegen das NS-Regime und Mitglied der Bremischen Bürgerschaft.  

## Biografie
Köster erlernte den Beruf eines Drehers. 1907 trat er in die SPD ein. Von 1907 bis 1913 war er im Deutschen Metallarbeiter-Verband (DMV) organisiert. Ab 1913 nahm er eine Tätigkeit in einer Eisenbahnwerkstatt auf und wurde deshalb Mitglied im Deutschen Transportarbeiter-Verband. Ab 1917 war er ehrenamtlicher Bevollmächtigter des Deutschen Eisenbahnerverbandes (DEV), dem späteren Einheitsverband der Eisenbahner Deutschlands (EdED) in Bremen. Zudem war er Ersatzmann im Vertrauensausschuss der Deutschen Reichsbahn-Gesellschaft aus.
Von 1919 bis 1924 war Köster für die SPD Gemeinderatsvertreters in Hemelingen. Ab Januar 1919 wurde er hauptamtlicher Angestellter des DEV. Im Juli 1919 wählten ihn die Delegierten zum hauptamtlichen Bevollmächtigten des DEV – eine Funktion, die Köster für den DEV/EdED bis Mai 1933 übernahm. Zugleich war er in verschiedenen Gremien des Eisenbahnerverbandes tätig. 
Nach Beginn des Nationalsozialismus wurde Köster bei der Zerschlagung der Gewerkschaften am 2. Mai 1933 entlassen und von der Polizei bis zum 23. Mai 1933 inhaftiert. Vom 5. November bis 5. Dezember 1933 war der Gewerkschafter erneut in „Schutzhaft“.
 
Köster beteiligte sich aktiv am Widerstandskampf gegen das NS-Regime im Rahmen von illegalen gewerkschaftlichen Gruppen des EdED. In diesem Zusammenhang stand er in Verbindung zu Hans Jahn. In der Struktur des illegalen Verbandes war er neben Carl Schnakenberg für die Region Oldenburg und Bremen zuständig. Er nahm an einer Reihe konspirativer Treffen teil, unter anderem mit Franz Apitzsch und Franz Scheffel (SPD). Am 24. Juli 1940 nahm ihn die Gestapo wegen des Verdachts illegaler Aktivitäten fest. Obwohl erhebliche Verdachtsmomente gegen Köster vorlagen wurde er am 5. August 1940 wieder auf freien Fuß gesetzt.
Nach dem Ende des Zweiten Weltkrieges beteiligte sich Köster am Gewerkschaftsneuaufbau in Bremen und in der Britischen Besatzungszone. Zeitweise war er Vorsitzender des Verbandes für Transport, Verkehr und öffentliche Betriebe in Bremen, später übernahm er mehrere Funktionen in der Gewerkschaft Öffentliche Dienste, Transport und Verkehr (ÖTV) und im Deutschen Gewerkschaftsbund (DGB) auf regionaler Ebene. Zugleich war er mehrere Jahre Mitglied des ÖTV-Hauptvorstandes.
Von Oktober 1946 bis September 1950 war Köster für die SPD Mitglied der ersten und zweiten gewählten Bremischen Bürgerschaft und in Deputationen der Bürgerschaft tätig. Er legte sein Mandat vorzeitig nieder. Ihm folgte Wilma Landwehr (SPD) als Abgeordnete.